# Vielitz
Vielitz je součást města Selb. Leží asi 2 kilometry severozápadně od města a přibližně 10 kilometrů západně od českých hranic.

## Historie
První zmínka o Vielitz pochází z roku 1125/1133. Roku 1863 byl zařazen do okresu Rehau, kde byl až do 1. 1. 1978, kdy proběhla reforma[ujasnit] a Vilitz byl zařazen do města Selb.

## Doprava
Nachází se zde autobusová zastávka, která je obsluhována linkou číslo 11. Okolo Vieltz vede dálnice A93. Severně vede dálnice B15.